# Koprivnička sinagoga
Koprivnička sinagoga je bila sinagoga židovske zajednice u Koprivnici, a danas zaštićeni spomenik kulture.
1869. godine u Koprivnici je živjelo stotinjak Židova. Iako relativno mala, židovska zajednica Koprivnice je sama financirala izgradnju sinagoge. Sinagoga je dizajnirana u arhitektonskom atelijeru Hönigsberg i Deutsch, a izgrađena je 1875. zajedno sa židovskom školom pored nje. Njezina lokacija u samom centru Koprivnice je u to vrijeme bila više nego prestižna. 1937. godine sinagogu je temeljito renovirao arhitekt Slavko Löwy. Tijekom Drugog svjetskog rata sinagoga je bila devastirana i pretvorena u zatvor. Orgulje i još neke stvari su uspješno spašene iz sinagoge te su danas izložene u Muzeju grada Koprivnice. Židovska zajednica Koprivnice je pretrpjela strahovito uništenje, tj. velika većina židova Koprivnice i susjednih sela je stradala na stratištima koncentracijskih logora. Zadnji rabin židovske zajednice Koprivnice je bio Izrael Kohn, također ubijen u koncentracijskom logoru. Koprivnička sinagoga je jedna od rijetkih sinagoga u Hrvatskoj koja je ostala stajati nakon svršetka rata. Za vrijeme SFR Jugoslavije sinagoga je uglavnom bila korištena kao poslovni prostor i skladište za krojačku tvrtku. Iako jako mala, židovska zajednica Koprivnice je još uvijek aktivna. 2011. godine je započela obnova sinagoge u Koprivnici kao zaštićenog spomenika kulture.